# Alopoglossus buckleyi
Alopoglossus buckleyi är en ödleart som beskrevs av  O’shaughnessy 1881. Alopoglossus buckleyi ingår i släktet Alopoglossus och familjen Alopoglossidae. Inga underarter finns listade i Catalogue of Life.